# Eloi Badia i Casas
Eloi Badia i Casas (Barcelona, 29 de marzo de 1983) es un político, activista social e ingeniero industrial español, actualmente diputado de los Comuns en el grupo de Sumar en el Congreso de los Diputados. Fue concejal del Ayuntamiento de Barcelona entre 2015 y 2023 durante los gobiernos de Ada Colau.
Sustituyó a Raimundo Viejo Viñas cuando este fue escogido diputado por Barcelona para la XI legislatura del Congreso de los Diputados. En el mandato 2015-2019, ejerció primero como concejal de Presidencia y Territorio. Tras el pacto y ruptura con el PSC, como concejal de Presidencia, Agua y Energía (desde 25 de mayo de 2016) y posteriormente, añadió el área de Movilidad (desde el 6 de mayo de 2019). Además ejerce como Concejal del Distrito de Gràcia. Badia proviene del activismo medioambiental y saltó a la política como número doce por Barcelona en Comú a las elecciones municipales de 2015.
En la legislatura 2019-2023, en tanto que concejal de Emergencia Climática y Transición Ecológica, ostenta diferentes cargos como el de vicepresidente de Medio ambiente del Área Metropolitana de Barcelona, consejero a Servicios Funerarios, Sociedad Municipal de Gestión Urbanística, presidente de Cementerios de Barcelona y de Barcelona Ciclo del agua.
En julio de 2023 fue elegido diputado en la XV legislatura de las Cortes Generales por Barcelona, al ser incluido como número cinco dentro de la candidatura Sumar-En Comú Podem.

## Barcelona Energía
Badia es uno de los principales artífices de la creación de Barcelona Energía, la empresa de titularidad pública que opera como comercializadora de energía en ámbito metropolitano desde enero del 2019. Fue una de las medidas durante su mandato como vicepresidente de Medio ambiente del AMB. Barcelona Energía es la primera empresa pública al ofrecer electricidad a precio de mercado y de procedencia renovable. Además, es una de las primeras comercializadoras en operar como representante entre pequeños productores de electricidad en el mercado eléctrico, posibilitando así que particulares de Barcelona puedan vender la energía sobrando generada por ellos mismos (a través de placas solares instaladas en las azoteas, por ejemplo).

## Municipalización del servicio del agua
Como responsable político del servicio de agua en Barcelona, ha sido la figura que más ha luchado por una municipalización del agua. Después de presentar varios informes donde se describían varias irregularidades por parte de Aguas de Barcelona, la empresa público-privada encargada del suministro del agua en Barcelona, apoyó a una consulta del Ayuntamiento de Barcelona, propuesta por organizaciones civiles, que preguntara a la ciudadanía de Barcelona si estaba a favor de la remunicipalización del agua. La negativa de algunos partidos de la oposición impidió la celebración de esta consulta.

## Funeraria pública
Como consejero de Servicios Funerarios, Badia apostó por el abaratamiento de las tarifas actuales y por la creación de una funeraria de gestión pública. A pesar de que no pudo conseguir la creación de una empresa funeraria pública por culpa de los votos en contra de la oposición, el marzo del 2018 ordenó las tarifas de Servicios Funerarios de Barcelona y consiguió ofrecer un servicio a un precio mínimo de 1.800€ (antes, el servicio más barato costaba 4.200€).

## Turismo
Badia es uno de los defensores de reducir el turismo en la ciudad así como su impacto económico. El regidor impulsa un plan dotado con 25 millones de euros para reformar el Park Güell hasta 2022 con el objetivo de reducir la masificación turística del mismo. En este sentido expresó la voluntad de reducir la exposición del parque a la promoción internacional de la ciudad y la necesidad de monitorizar de forma más exhaustiva el perfil de los visitantes.

## Cementerio de Montjuic
La gestión de los Servicios Funerarios de la ciudad por parte de Badia es cuestionada después del derrumbe de 144 nichos, ocurrido supuestamente por trabajos realizados de forma inadecuada. Las familias afectadas han denunciado que la empresa municipal dirigida por Badia vetó el acceso a sus abogados después de conocerse que con el hundimiento se mezclaron los restos de diferentes difuntos.
Después de que la Síndica de Barcelona instara el Ayuntamiento a indemnizar las familias afectadas, el equipo de Colau ofreció entre 1.600 y 6.000 euros por nicho.

## Polémicas
Durante los disturbios en el barrio de Gràcia de 2015, Badia fue uno de los protagonistas al ser también regidor del distrito y haber sido acusado de "desaparecer" durante los días de más conflictividad. La alcaldesa de la ciudad Ada Colau finalmente tuvo que liderar las negociaciones para poner fin a los críticos recibimientos por la gestión del regidor.
Entidades vinculadas a Badia también han sido acusadas de ser favorecidas por el Ayuntamiento de Barcelona mediante subvenciones, como es el caso de la asociación Ingeniería Sin Fronteras.